# Pestalotiopsis microspora
Pestalotiopsis microspora ist eine endophytische Pilzart mit der Fähigkeit, Polyurethane abzubauen und unter aeroben und anaeroben Bedingungen auf PUR als einziger Kohlenstoffquelle zu wachsen.

## Merkmale
Kolonien auf PDA wachsen oberflächlich und sind in jungen Stadien rund, fein flockig und rein weiß. Später sind die Kolonien ringförmig, weiß bis gelblich-weiß und ihre Oberfläche ist seidig bis samtig. Die Unterseite der Kolonien sind gelblich weiß bis gelb. Nach zwei Monaten beginnen die Kolonien zu sporulieren. Die hierfür gebildeten Konidiomata sind 120 bis 410 µm groß, kugelig, schwarz und halb in das Substrat eingesenkt. Die konidiogenen Zellen sind fusiform, farblos-hyalin, kurz und dünnwandig. Die Konidien sind 21–28 × 5,7–7,9 µm groß und bestehen aus fünf Zellen, wobei die drei mittleren Zellen hellbraun bis braun gefärbt sind und die beiden Endzellen farblos hyalin sind. An den in Aufsicht dreieckig erscheinenden Endzellen befinden sich jeweils zwei bis drei apikale Anhängsel, die eine Länge von 10–22,5 µm aufweisen.
Die ITS (ribosomale DNA) ist kurz und weist folgende Sequenz auf: GAGGTCACCACAAAAAATTGGGGGTTTAGCGGCTGGGAGTTATAGCACCTAACAA AGCGAGAAAAAAAT-TACTACGCTCAGAGGATACTACAAATCCGCCGTTGTATTTCAGGAACTACAACTAATAAAAGAAGTAGATTCCCAACACTAAGCTAGGCTTAAGGGTTGAAATGACGCTCGAACAGGCATACCCACTAGAATACTAATGGGC-GCAATGTGCGTTCAAAGATTCGATGATTCACTGAATTCTGCAATTCACATTACTTATCGCATTTCGCTGCGTTCTTCATCGATGCCAGAACCAAGAGATCCGTTGTTGAAAGTTTTGACTTATTAAAATAAGACGCTCAGAT-TACATAAAATAACAAGAGTTTAATGGTCCACCGGCAGCAGCTATAAGAAGACCTATAACTTCTGCCGAGGCAACAAAAGGTAAGTTCACATGGGTTGGGAGTTTAGAAAACTCTATAATG.

## Abbau von Kunststoffen
Pestalotiopsis microspora ist in der Lage, sowohl aerob als auch anaerob Polyurethane abzubauen und ist somit möglicherweise dafür einsetzbar, Kunststoffe biologisch abzubauen. Dementsprechend ist diese Pilzart auch öffentlich bekannt geworden und wird als mögliche Lösung für das globale Müllproblem angesehen. Für den Abbau von Polyurethanen sind Serin-Hydrolasen verantwortlich.

## Ökologie, Befallsbilder in der Natur und wirtschaftliche Bedeutung als Pflanzenparasit
Pestalotiopsis microspora ist ein pflanzenpathogener Pilz in Bäumen, der auch an Kulturbäumen, so z. B. an Pekannüssen (z. B. an Carya cathayensis), wirtschaftlich relevante Schäden verursachen kann. Auch Im Jackfruchtbaum (Artocarpus heterophyllus) wurde der Pilz, der ein breites Wirtsspektrum aufweist, nachgewiesen. Die Schadbilder umfassen insbesondere den Befall von Blättern. So löst der Befall an Machilus nanmu das Ausbleichen von Blättern aus, wobei die Blätter von den Blatträndern ausgehend ihre Pigmentation verlieren. Schließlich bilden sich auf den weiß ausgebleichten Blättern braune Punkte aus.
Die wirtschaftliche Bedeutung als Parasit von Pekannüssen ist so groß, dass untersucht wurde, mit Hilfe welcher Fungizide Pestalotiopsis microspora bekämpft werden kann. Hierbei hat sich insbesondere Pyraclostrobin als sehr effizient erwiesen, da es sowohl das Myzelwachstum als auch die Keimung der Konidiosporen hemmt. Ebenfalls deutlich wirksam sind Oxystrobin, Boscalid, Chlorthalonil, Difenoconazol, Dodin, Iprodion, Procymidon, Pyraclostrobin, Tebuconazol  und Thiophanat-methyl. Azoxystrobin zeigte ebenfalls eine deutliche Keimungshemmung der Konidiosporen. Sowohl Pyraclostrobin als auch Azoxystrobin werden von den Naturstoffen Strobilurin A, Oudemansin A and Myxothiazol A abgeleitet. Sie hemmen die Zellatmung, indem sie an das mitochondriale Cytochrom B der Atmungskette anbinden.

## Inhaltsstoffe
Pestalotiopsis microspora bildet bioaktive Lactone, Phenylpropanoide,  Alkaloide,  Terpenoide, Chinones, Peptide und Xanthone. Als neu entdecktes Lacton wurde (+)-Acetylpestalotin zusammen mit den bereits bekannten Verbindungen (−)-Pestalotin, (6S,7S,8R)-Hydroxypestalotin und  (+)-Pinoresinol aus Flüssigkulturen von Pestalotiopsis microspora (isoliert aus dem Jackfruchtbaum) extrahiert. Der Rohextrakt sowie die aufgereinigten Komponenten (6S,7S,8R)-Hydroxypestalotin und (+)-Pinoresinol zeigen hemmende Wirkung auf die murine Leukämie P388-Zelllinie.
Aus der inneren Rinde der Himalaja-Eibe isoliert, können Pestalotiopsis microspora-Kulturen Taxol produzieren.